# Dans Paris
Pour plus de détails, voir Fiche technique et Distribution.
Dans Paris, sous-titré Prends la peine d'ignorer la tristesse des tiens, est un film français réalisé par Christophe Honoré et sorti en 2006.

## Synopsis
Paul (Romain Duris), trente ans, se sépare d’Anna (Joana Preiss) et retourne quelques jours chez son père pour passer ce moment difficile. Son jeune frère Jonathan (Louis Garrel), encore étudiant et insouciant, tente de sortir Paul de sa dépression. Au cours d'une seule journée ponctuée de rencontres et de scènes de vie familiales, les deux frères, le père, et la mère qui est partie refaire sa vie avec un autre homme depuis quelques années, se rapprocheront pour aider Paul à se projeter dans l'avenir et mettre fin à ses pensées suicidaires.

## Fiche technique
- Réalisation et scénario : Christophe Honoré
- Musique : Alex Beaupain
- Photographie : Jean-Louis Vialard
- Montage : Chantal Hymans
- Décors : Samuel Deshors
- Costumes : Pierre Canitrot
- Production : Paulo Branco
- Sociétés de production : Clap Films, en association avec la SOFICA Cofinova 2
- Format : 1.85:1 - couleur
- Pays de production :  France -  Portugal
- Langue originale : français
- Dates de sortie : 
  - France : 25 mai 2006 (Festival de Cannes) ; 4 octobre 2006 (sortie nationale)
  - Portugal : 2 novembre 2006

## Distribution
- Romain Duris : Paul
- Louis Garrel : Jonathan
- Joana Preiss : Anna
- Guy Marchand : Mirko, le père
- Marie-France Pisier : la mère
- Alice Butaud : Alice
- Helena Noguerra : la fille au scooter
- Judith El Zein : la fille qui croit qu'il va pleuvoir
- Annabelle Hettmann : la fille dans la vitrine
- Mathieu Funck-Brentano : le garçon à la cigarette
- Lou Rambert-Preiss : Loup

## À noter
- Le film est tourné à Paris. On reconnaît le quartier de Beaugrenelle, Le Bon Marché, le quartier de l'hôtel des Invalides, ou encore le Jardin de l'Intendant : la scène s'y déroulant a été réalisée par tous les assistants de Christophe Honoré, auxquels il a laissé carte blanche[1]. L'appartement de la famille est situé rue Raynouard, dans le XVIe, à proximité de la maison de Balzac, dont le portail est confondu par le montage avec l'entrée de la rue des Eaux, en réalité située à plusieurs centaines de mètres.
- Dans le film, l'un des personnages (Jonathan) joue le rôle du narrateur. Il regarde la caméra et s'adresse directement au spectateur, rompant le quatrième mur.
- On retrouve sur la bande originale du film la chanson Flavor du groupe belge Girls in Hawaii, ainsi que Handshakes du groupe canadien Metric. À noter, également une scène où Romain Duris, dépressif, chantonne Cambodia de la chanteuse Kim Wilde.
- Une autre scène où est cité l'album "Loulou" de Grégoire Solotareff (Ed. L'École des loisirs)